# Station Białogard Wąskotorowy
Station Białogard Wąskotorowy was een spoorwegstation in de Poolse plaats Białogard.